# هيجاشيفوشيمي يوريهيتو
هيجاشيفوشيمي يوريهيتو (باليابانية: 東伏見宮依仁親王)، هو أمير من العائلة الحاكمة اليابانية، وأدميرال حربي، من مواليد 19 سبتمبر 1867، وتوفي بتاريخ 27 يونيو 1922، حيث ابتعث في بريطانيا بكلية دارتموث البحرية الملكية البريطانية، وعاش في فرنسا مابين عام 1887 و1890، حيث عُين كقائد لفرقة شيودا عام 1905، وتم تعيينه كقائد لتاكاتشو، حيث خدم في الحرب الروسية اليابانية، وحصل على وسام الطائرة الورقية الذهبية للدرجة الثالثة.